# Anopsicus pecki
Anopsicus pecki is een spinnensoort uit de familie trilspinnen (Pholcidae). De soort komt voor in Jamaica.